# HotJava Views
HotJava Views — пользовательский интерфейс и набор приложений, разработанные Sun Microsystems для сетевого компьютера JavaStation или других компьютеров на
JavaOS. 
Выпущен он был в 1996 году.
Снят с производства в 1998 году. 
В состав HotJava View входят:
- Selector — Графическое меню с кнопками.
- MailView — Электронная почта.
- CalendarView — Электронный календарь.
- NameView — Расположение людей организации.
- InfoView — HTML 3.2-совместимый браузер для просмотра Интранет- или Интернет-документов.

В HotJava View появилась возможность менять экраны с помощью бокового меню (selector). В системе отсутствуют файлы и файловая система, приложения и данные (файлы) равны.

## Описание интерфейса
Экран поделен на две области: рабочую и селекторы. Селектор находится слева всего экрана и занимает меньшую его часть. На нем находятся кнопки с приложениями. Рабочая область наоборот находится правее и занимает большую часть экрана.
Для того, чтобы открыть приложение нужно нажать один, в не два раза. При открытии приложения оно выводится на рабочую область. При открытии нового приложения старое не закрывается, а переносится на задний план, то есть при повторном его открытии оно вновь перенесётся на передний план, данные не будут потеряны.

## Администрирование
После загрузки компьютера в Selector передаётся URL-адрес, указывающий на начальный файл конфигурации. Как только Selector обнаруживает веб-сервер, он загружает с него набор файлов конфигурации. Администрирование происходит через Веб-браузер.
HotJava Views управляют восемь файлов конфигурации. Они могут быть на уровне группы, пользователя или клиента. Пользователи входят в группы. Пользователи имеют индивидуальную конфигурацию, они не могут изменяться из веб-интерфейса, хранятся в домашнем каталоге. Свойства клиента зависят от конкретного компьютера.